# Amy Williams
Amy Williams (Cambridge, 29 de setembro de 1982) é uma piloto britânica que compete em provas de skeleton. Williams conquistou a medalha de ouro nos Jogos Olímpicos de Vancouver, em 2010, Canadá, no qual gerou protestos pela aerodinâmica diferente de seu capacete, que facilitaria sua descida.